# Homer Simpson
Homer J. Simpson imaginarni je lik iz crtane TV serije Simpsoni. Glas mu posuđuje Dan Castellaneta. suprug je Marjorie "Marge" Bouvier Simpson i otac troje djece: Bartholomew Jo-Jo "Bart" Simpson, najstarije dijete, Lisa Marie Simpson, srednje dijete i Margaret "Maggie" Simpson, najmlađe dijete. Živi u Springfieldu, imaginarnom gradu, iako gradova s tim nazivom postoji dvadesetak u SAD-u. 

## Posao i prijatelji
Homer J. Simpson zaposlen je u Springfieldskoj nuklearnoj elektrani Montogmerya Burnsa kao nuklearni radnik, dok na poslu najčešće jede, spava i pije pivo. Najbolji su mu prijatelji Moe, vlasnik popularnog bara u Springfieldu, Carl i Lenny, dvojica homoseksualaca i Ned Flanders, susjed koji se zbog svoje čvrste vjere nalazi na meti svih u Springfieldu.
Homer Simpson je poznat po svojoj izreci: D'oh, a na izboru 50 omiljenih animiranih likova jednog američkog magazina nalazi se na 2. mjestu.

## Mladost
Homer je pobjegao od roditelja, a majku je upoznao tek kao odrastao čovjek. Već tad je lijen i nepristojan. U jednoj epizodi otkrivamo da je Marge upoznao s 10 godina, ali nije znao da je to ona. Upoznaje je dok je ona studirala novinarstvo, ali je od tog studija odustala zbog ljubavi. 